# Riomolinos
Riomolinos (llamada oficialmente San Salvador de Redemuíños) es una parroquia del municipio español de Quintela de Leirado, en la provincia de Orense, Galicia.

## Toponimia
La parroquia también es conocida por los nombres de San Salvador de Riomolinos y San Salvador de Riomuiños.

## Organización territorial
La parroquia está formada por once entidades de población:
- A Corredoira
- As Pereiras
- Atrio
- Beade
- Cima de Vila
- O Alcouce
- Outeiro
- Reguengo
- Río de Abaixo
- Río de Arriba
- Souto

## Demografía
| Gráfica de evolución demográfica de Riomolinos entre 2000 y 2023 |
|                                                                  |
| Datos según el nomenclátor publicado por el INE.                 |